# Словесна наруга
Словесна наруга (також словесна атака) — це дія у вигляді інтенсивної критики, образ або приниження іншої особи. Характеризується спідньою злістю і ворожістю, це руйнівний різновид спілкування, що має на меті завдати шкоди я-концепції іншої особи і утворенню негативних емоцій. Словесна наруга це шкідливий механізм, який іноді може проявляти кожен, наприклад, під час сильного стресу чи фізичного дискомфорту. Деякі люди використовують цей шаблон поведінки навмисно, щоб конторлювати або маніпулювати іншими, або з метою помсти.

## Типи
В школі і в щоденному житті, особа може вдавадись до словесної наруги - цькування (яке часто має фізичну складову) - щоб набути важливіший статус ніж особа щодо якої спрямована дія і, щоб об'єднатись з іншими проти цієї особи. Зазвичай, цькувальник не знає іншого способу для встановлення емоціонального зв'язку з іншими.
У романтичних стосунках, словесний наругач може відповісти цим на відокремленість партнера, тобто, незалежні думки, погляди, бажання, почуття і їх прояви (навіть щастя), в яких він вбачає загрозу, подразник або напад. Деякі люди вірять, що наругач має низьку 
самоповагу і, якщо це так, то намагається поставити жертву в таке ж становище.